# Pacômio I de Constantinopla
Pacômio I de Constantinopla (português brasileiro) ou Pacómio I de Constantinopla (português europeu) (em grego: Παχώμιος Α΄; m. 1513) foi patriarca ecumênico de Constantinopla entre 1503 e 1513 com exceção de um pequeno período em 1504, quando reassumiu o ex-patriarca Joaquim I.

## História
Antes de sua eleição como patriarca, Pacômio foi bispo metropolitano de Zichna. Quando o patriarca Joaquim I foi deposto em 1502, os monarcas da Valáquia, bastante influentes nos assuntos internos da Igreja de Constantinopla, patrocinaram a eleição do já idoso ex-patriarca Nefão II, mas ele recusou o posto depois de eleito. Eles então transferiram seu apoio para Pacômio, que foi eleito no início de 1503. Seu primeiro reinado durou apenas um ano, pois no início de 1504 Joaquim retornou ao trono depois de pagar 3 500 peças de ouro ao sultão otomano.
Contudo, Joaquim morreu logo depois, durante uma viagem pela Valáquia e, assim, no outono de 1504, Pacômio, com o apoio dos monarcas da Valáquia, retomou o trono. Seu patriarcado durou cerca de nove anos, um longo período comparado com os demais patriarcados do século XV.
O principal tema discutido neste período foi o caso do estudioso cretense Arsênio Apostólio. Em 1506, a Cúria Romana nomeou Arsênio como bispo de rito bizantino de Monenvásia, que na época era parte das possessões ultramarinas da República de Veneza. Arsênio se autodeclarou em comunhão plena tanto com o Patriarcado Ecumênico de Constantinopla quanto com a Igreja Católica Romana. Esta posição era impossível para a Igreja de Constantinopla e Pacômio convidou Arsênio a abdicar. O assunto se arrastou por mais dois anos até que, em junho de 1509, Pacômio excomungou Arsênio, que se retirou para Veneza.
Durante o último ano de seu patriarcado, Pacômio visitou a Valáquia e a Moldávia. No início de 1513, no caminho de volta e já em Selímbria, foi envenenado por Teódulo, um monge a seu serviço. Pacômio morreu imediatamente.